# Helianthemum grosii
Helianthemum grosii là một loài thực vật có hoa trong họ Nham mân khôi. Loài này được Pau & Font Quer mô tả khoa học đầu tiên năm 1928.